# Фу Цзянь (Шицзу)
Фу Цзянь (кит. трад.: 苻堅; піньїнь: Fu Jian, 337—385) — третій імператор Ранньої Цінь у 357–385 роках, за часи якого відбулося найбільше піднесення держави та почався занепад.

## Життєпис
Походив з правлячого роду Фу. Син Фу Сюна, військовика за часів Пізня Чжао та початку створення Ранньої Цінь. Замолоду брав участь у військових походах батька на боці дядька Фу Цзяня (засновника династії). Після смерті останнього у 354 році успадкував його титул вана (князя) Дунхая. У 357 році завдав поразки військам Цзінь, які намагалися вдертися на північ Китаю. Того ж року взяв участь у змові проти імператора Лі-вана, правлінням якого виявилися незадоволені чиновники та частина військових. Про змову довідався імператор, віддавши наказ стратити Фу Цзяня, але той разом з двоюрідним братом Фу Фа встигли вбити Лі-вана. Після цього Фу Цзяня оголошено новим володарем держави. Той прийняв ім'я Шицзу.

## Правління
Спочатку Фу Цзянь намагався зміцнити власну владу та авторитет. При цьому побоювався впливових військовиків та своїх родичів. У 358 році змусив вчинити самогубства вана Фу Фа, а потім іншого родича Цян Де. Надалі постійно стикався з повстаннями своїх родичів. У 364 році придушив заколот Фу Тена, у 365 році — Фу Ю, у 380 році — Фу Луо.
Для отримання підтримки з боку китайського населення було впроваджено китайський ритуал, а також проведенні заходи із зміцнення законності, подолання корупції.
Втім до кінця не було проведено реформування державного апарату та налагоджено управління. Це було викликано постійними внутрішніми повстаннями та війнами із сусідами. У 364–365 роках тимчасово вдалося зробити данником державу Рання Лян, у 365 році точилися прикордонні бойові дії з армією Ранньої Янь. Того ж року довелося придушувати повстання сюнну на чолі з Цао Гу та Лю Вейченєм. У 367 році Фу Цзянь підготував нову армію для війни проти Ранньої Янь, але його план завадило повстання чотирьох ванів з роду Фу. До кінця року цей заколот було придушено.
У 369 році Фу Цзянь розпочав нову військову кампанію проти Ранньої Янь, яку було остаточно підкорено у 370 році. Тепер під владою Фу Цзяня опинився майже увесь північний Китай. У 373 році розпочав війну проти династії Цзінь. Йому вдалося підкорити частину південних провінцій (сучасні Сичуань та Шеньсі). У 376 році військами Ранньої Цінь були підкорені держави Рання Лян та Дай. Протягом 378–380 років намагається розширити свої володіння за рахунок Цзінь, проте цього разу стикнувся з відчайдушним опором і зміг виконати свій план частково (захоплено деякі райони у сучасних провінціях Шеньсі та Хубей). У наступні роки визнали себе данниками Ранньої Цінь царства Турфан та Шаньшань (сучасний Сіньцзян та Внутрішня Монголія), держава Куча, Кашгар, визнали себе васалами корейські царства Когурьо та Силла.
У 382 році розпочав готувати нову військову кампанію проти Цзінь. Для цього було зібрано майже мільйонну армію. Втім у 383 році у вирішальній битві біля ріки Фей армія Фу Цзяня зазнав нищівної поразки від цзіньців.
Ця поразка призвела до повстання сяньбійського племені мужунів на північному сході імперії. Негативну роль тут відіграло рішення Фу Цзяня розділити своє плем'я ді по всій державі (у 380 році). До повсталих мужунів приєдналося тюркське плем'я цян, яке утворило державу Пізня Цінь. До того ж армія Цзінь перейшла у наступ. Зрештою у 385 році Фу Цзяня було оточено біля гори Уцзян (сучасна провінція Шеньсі), а незабаром узятий у полон. Восени того ж року Фу Цзяня було задушено.

## Девізи правління
- Юнсін (永興) 357–359
- Ганьлу (甘露) 359–364
- Цзяньюань (建元) 365–385